# Campeonato Goiano de Futebol de 2010
O Campeonato Goiano de 2010 foi a sexagésima sétima edição desta competição futebolística organizada pela Federação Goiana de Futebol (FGF).
O título desta edição ficou com o Atlético Goianiense que conquistou o torneio ao vencer o Santa Helena na decisão pelo placar de 7–1 no agregado, este sendo seu 11.° título na história da competição enquanto também marcou a primeira decisão da história do Santa Helena. Ambos obtiveram uma vaga na Copa do Brasil de 2011, enquanto o Santa Helena junto da Anapolina obtiveram uma vaga na Série D de 2011. Sobre os rebaixados, este ano foram a Canedense e o Itumbiara, recém-campeão em 2008.
A conquista atleticana marcou o ótimo início da temporada 2010, que viria a chegar nas semifinais da Copa do Brasil e não ser rebaixado na Série A. Para o Fantasma, foi um grande marco na história do clube, com a campanha elogiada e vista com muita satisfação pelos santa-helenenses.

## Formato e participantes
O formato do Goianão 2010 também sofreu uma alteração, como a edição anterior, já que ao invés de dois grupos, agora as equipes se enfrentariam em um grupo único.
Na primeira fase, as equipes se enfrentariam em jogos de dois turnos, totalizando 18 rodadas, onde as quatro primeiras avançariam às semifinais enquanto as duas últimas seriam rebaixadas à segunda divisão de 2011. Quem avançasse das semifinais, também em ida e volta, chegaria à final onde o vencedor no agregado sagraria-se campeão goiano, e se persistisse o empate, seria decidido na disputa por pênaltis. Abaixo, as dez equipes participantes:
| Equipe              | Cidade                | Títulos             |
| ------------------- | --------------------- | ------------------- |
| Anapolina           | Anápolis              | —                   |
| Atlético Goianiense | Goiânia               | 10 (último em 2007) |
| Canedense           | Senador Canedo        | —                   |
| CRAC                | Catalão               | 2 (1967 e 2004)     |
| Goiás               | Goiânia               | 22 (último em 2009) |
| Itumbiara           | Itumbiara             | 1 (2008)            |
| Morrinhos           | Morrinhos             | —                   |
| Santa Helena        | Santa Helena de Goiás | —                   |
| Trindade            | Trindade              | —                   |
| Vila Nova           | Goiânia               | 15 (último em 2005) |

## Resultados

### Primeira fase
| Pos | Equipe              | Pts | J  | V | E | D  | GP | GC | SG  | Classificação ou descenso             |
| --- | ------------------- | --- | -- | - | - | -- | -- | -- | --- | ------------------------------------- |
| 1   | Atlético Goianiense | 31  | 18 | 9 | 4 | 5  | 46 | 30 | +16 | Próxima fase                          |
| 2   | Santa Helena        | 30  | 18 | 8 | 6 | 4  | 30 | 22 | +8  | Próxima fase                          |
| 3   | Vila Nova           | 29  | 18 | 9 | 2 | 7  | 30 | 24 | +6  | Próxima fase                          |
| 4   | Goiás               | 28  | 18 | 8 | 4 | 6  | 31 | 25 | +6  | Próxima fase                          |
| 5   | Anapolina           | 27  | 18 | 7 | 6 | 5  | 32 | 29 | +3  |                                       |
| 6   | CRAC                | 26  | 18 | 7 | 5 | 6  | 25 | 30 | −5  |                                       |
| 7   | Morrinhos           | 19  | 18 | 4 | 7 | 7  | 27 | 31 | −4  |                                       |
| 8   | Trindade            | 19  | 18 | 4 | 7 | 7  | 24 | 30 | −6  |                                       |
| 9   | Itumbiara           | 18  | 18 | 3 | 9 | 6  | 22 | 25 | −3  | Rebaixado à Divisão de Acesso de 2011 |
| 10  | Canedense           | 16  | 18 | 4 | 4 | 10 | 25 | 46 | −21 | Rebaixado à Divisão de Acesso de 2011 |

#### Tabela de jogos
| Mandante \ Visitante | AAA | ACG | CAN | CRA | GEC | ITU | MOR | STH | TAC | VLA |
| -------------------- | --- | --- | --- | --- | --- | --- | --- | --- | --- | --- |
| Anapolina            | —   | 0–0 | 5–1 | 1–0 | 2–1 | 1–4 | 3–3 | 1–1 | 2–1 | 0–0 |
| Atlético Goianiense  | 0–3 | —   | 8–1 | 3–1 | 2–1 | 2–2 | 5–0 | 4–2 | 2–2 | 3–2 |
| Canedense            | 2–1 | 1–4 | —   | 1–2 | 2–2 | 3–1 | 0–0 | 1–4 | 2–1 | 1–2 |
| CRAC                 | 2–2 | 3–2 | 4–2 | —   | 1–0 | 2–2 | 0–2 | 1–1 | 3–0 | 1–0 |
| Goiás                | 2–5 | 2–1 | 3–1 | 2–0 | —   | 3–0 | 3–2 | 2–0 | 1–1 | 2–0 |
| Itumbiara            | 2–2 | 1–2 | 1–2 | 1–1 | 1–1 | —   | 0–1 | 1–1 | 0–1 | 3–1 |
| Morrinhos            | 1–2 | 2–2 | 1–1 | 1–2 | 1–2 | 1–1 | —   | 2–2 | 4–1 | 4–2 |
| Santa Helena         | 2–0 | 2–1 | 1–0 | 5–1 | 3–2 | 0–0 | 2–0 | —   | 2–0 | 1–4 |
| Trindade             | 4–2 | 4–2 | 4–4 | 1–1 | 1–1 | 0–0 | 1–1 | 1–0 | —   | 0–1 |
| Vila Nova            | 3–0 | 1–3 | 2–0 | 4–0 | –   | 1–2 | 2–1 | 1–1 | 2–1 | —   |

### Fases finais
Em itálico, as equipes que possuem o mando de campo no primeiro confronto; em negrito as equipes classificadas.
|  | Semifinais          | Semifinais   | Semifinais | Semifinais |   |                     | Final | Final | Final | Final |
|  |                     |              |            |            |   |                     |       |       |       |       |
|  | Goiás               | 0            | 2          | 2          |   |                     |       |       |       |       |
|  | Atlético Goianiense | 0            | 4          | 4          |   |                     |       |       |       |       |
|  | Atlético Goianiense | 0            | 4          | 4          |   | Atlético Goianiense | 4     | 3     | 7     |       |
|  |                     |              |            |            |   | Atlético Goianiense | 4     | 3     | 7     |       |
|  |                     | Santa Helena | 0          | 1          | 1 |                     |       |       |       |       |
|  | Vila Nova           | Santa Helena | 0          | 1          | 1 | 1                   | 2     | 3     |       |       |
|  | Vila Nova           |              |            |            |   | 1                   | 2     | 3     |       |       |
|  | Santa Helena        | 3            | 4          | 7          |   |                     |       |       |       |       |

| Fonte: FGF (arquivo) |